# 384
Évszázadok: 3. század – 4. század – 5. század
Évtizedek: 330-as évek – 340-es évek – 350-es évek – 360-as évek – 370-es évek – 380-as évek – 390-es évek – 400-as évek – 410-es évek – 420-as évek – 430-as évek
Évek: 379 – 380 – 381 – 382 –  383 – 384 – 385 – 386 – 387 – 388 – 389

## Események
- Flavius Richomert és Flavius Clearchust (Nyugaton Magnus Maximus császárt) választják consulnak.
- Theodosius és II. Valentinianus elismeri Magnus Maximust a nyugati birodalomrész császárának. Magnus Maximus társuralkodói rangra emeli fiát, Flavius Victort és visszatér Britanniába, hogy a római csapatok Galliába való távozása után a provinciát fosztogató barbárokat kiűzze.
- Theodosius feleségül adja unokahúgát, Serenát vandál származású hadvezéréhez, Stilichóhoz.
- Quintus Aurelius Symmachus, Róma prefektusa kérelmezi II. Valentinianusnál, hogy állítsák vissza a szenátus gyűléstermében Victoria szobrát (amelyet Gratianus távolíttatott el). A kiskorú császár Ambrosius püspök hatására visszautasítja a kérést.
- Magnus Maximus utasítására zsinat ül össze Burdigalában, hogy döntsenek az aszkéta Priscillianus nézeteiről. A zsinat eretneknek nyilvánítja és átadják őt a világi bíróságnak.
- Meghal I. Damasus pápa. Utódja Siricius.[1]

### Kína
- Korai Csin államban a hszienpej hadvezér, Murong Csuj hadvezér fellázad Fu Csien császár ellen és megalapítja Kései Jen államot. Unokaöccse, Murong Hung szintén fellázad, ő a Nyugati Jen dinasztiát alapítja meg. Fu Csien a fivérét, Fu Zsujt és Jao Csang hadvezért küldi az utóbbi ellen, de súlyos vereséget szenvednek és Fu Zsuj elesik. Mikor a császár kivégezteti a rossz hírt hozó hírnököket, Jao Cseng is fellázad és megalapítja a Kései Csin államot. A széteső Korai Csinre déli szomszédja, a Csin-dinasztia is rátámad és visszafoglalja a korábban tőle elvett déli régióit (a mai Szecsuán, Csungking és Senhszi déli része).
- Murong Hungot hadvezére meggyilkolja, helyét öccse, Murong Csung veszi át.

### Korea
- Meghal Pekcse királya, Kunguszu. Utódja legidősebb fia, Cshimnju.
- Meghal Kogurjo királya, Szoszurim. Utódja öccse, Kogugjang.

## Születések
- szeptember 9. – Honorius, római császár, Theodosius fia

## Halálozások
- december 11. – I. Damasus, római pápa
- Kunguszu, pekcsei király
- Szoszurim, kogurjói király
- Murong Hung, a Nyugati Jen állam alapítója
- Szent Szerváciusz, Tongeren püspöke

## Fordítás
- Ez a szócikk részben vagy egészben  a(z)   384 című angol Wikipédia-szócikk ezen változatának fordításán alapul.  Az eredeti cikk szerkesztőit annak laptörténete sorolja fel. Ez a jelzés csupán a megfogalmazás eredetét és a szerzői jogokat jelzi, nem szolgál a cikkben szereplő információk forrásmegjelöléseként.